# Glycine curvata
Glycine curvata är en ärtväxtart som beskrevs av Mary Douglas Tindale. Glycine curvata ingår i släktet sojabönor, och familjen ärtväxter. Inga underarter finns listade i Catalogue of Life.